# 黄洞水库
黄洞水库是中国广西壮族自治区梧州市藤县境内的一座水库，位于蒙江支流黄洞河上，建于1960年。水库正常库容为850万立方米，集雨面积为24平方千米，海拔为84米。